# Магомадов, Руслан
Руслан Магомадов (1983 год, Свердловск, РСФСР, СССР) — российский кинорежиссёр, сценарист, актёр, оператор, автор фильмов, ставших лауреатами международных конкурсов.

## Биография
Родился в Свердловске. Семья переехала в Грозный когда ему было семь лет. Здесь он пережил первую чеченскую войну. У них был русский сосед, который так же, как и другие жители Грозного, прятался в подвале от обстрелов.

## Творчество
Воспоминания о военном детстве впоследствии вдохновили Магомадова в 2011 году на создание короткометражного фильма «Дом». Магомадов учился на Высших курсах режиссёров и сценаристов в Москве и фильм был его дипломной работой. Фильм снимался в Свердловской области, но, по отзывам зрителей, точно воспроизводит атмосферу военной поры в Грозном. «Дом» стал лауреатом многих международных конкурсов.
В сентябре 2014 года короткометражный фильм Магомадова «Февраль», посвящённый депортации чеченцев и ингушей, стал лауреатом X Казанского фестиваля мусульманского кино. Фильм также был показан в конкурсной программе ряда других кинофестивалей как в России, так и за её рубежами (Австрия, Бразилия, Греция, Италия). На кинофестивале «Мой край» фильм был отмечен призами за лучшую режиссуру и лучшую операторскую работу. На фестивале «Thessaloniki International Short Film Festival» в Салониках (Греция) лента была удостоена специального приза. На кинофестивале «CinemAvvenire Film Festival» в Риме «Февраль» был признан самым оригинальным и необычным фильмом.

## Фильмография

### Режиссёр
- «Пыль для матроса» (2010);
- «Дом» (2011, короткометражный);
- «Февраль» (2014, короткометражный);
- «Однажды в детском доме» (2016);
- «История одной картины» (2020);

### Сценарист
- «Пыль для матроса» (2010);
- «Дом» (2011, короткометражный);
- «Февраль» (2014, короткометражный);

### Актёр
- «Лестница» (2011, короткометражный);

### Оператор
- «Дом» (2011, короткометражный);